# Lenapové
Lenapové (také Lenni Lenape nebo Delavarové, Delavárové, Delawarové, Delawáři) jsou příslušníci etnické skupiny původních obyvatel Severní Ameriky. Jejich počet se odhaduje na 16 000, žijí převážně v indiánských rezervacích ve státě Oklahoma. Hovoří algickými jazyky Munsee a Unami, název Lenni Lenape znamená v jejich řeči „Praví lidé“. Exonymum Delavarové jim dali Evropané podle řeky Delaware, která nese jméno guvernéra Virginie Thomase Westa, barona De La Warre.

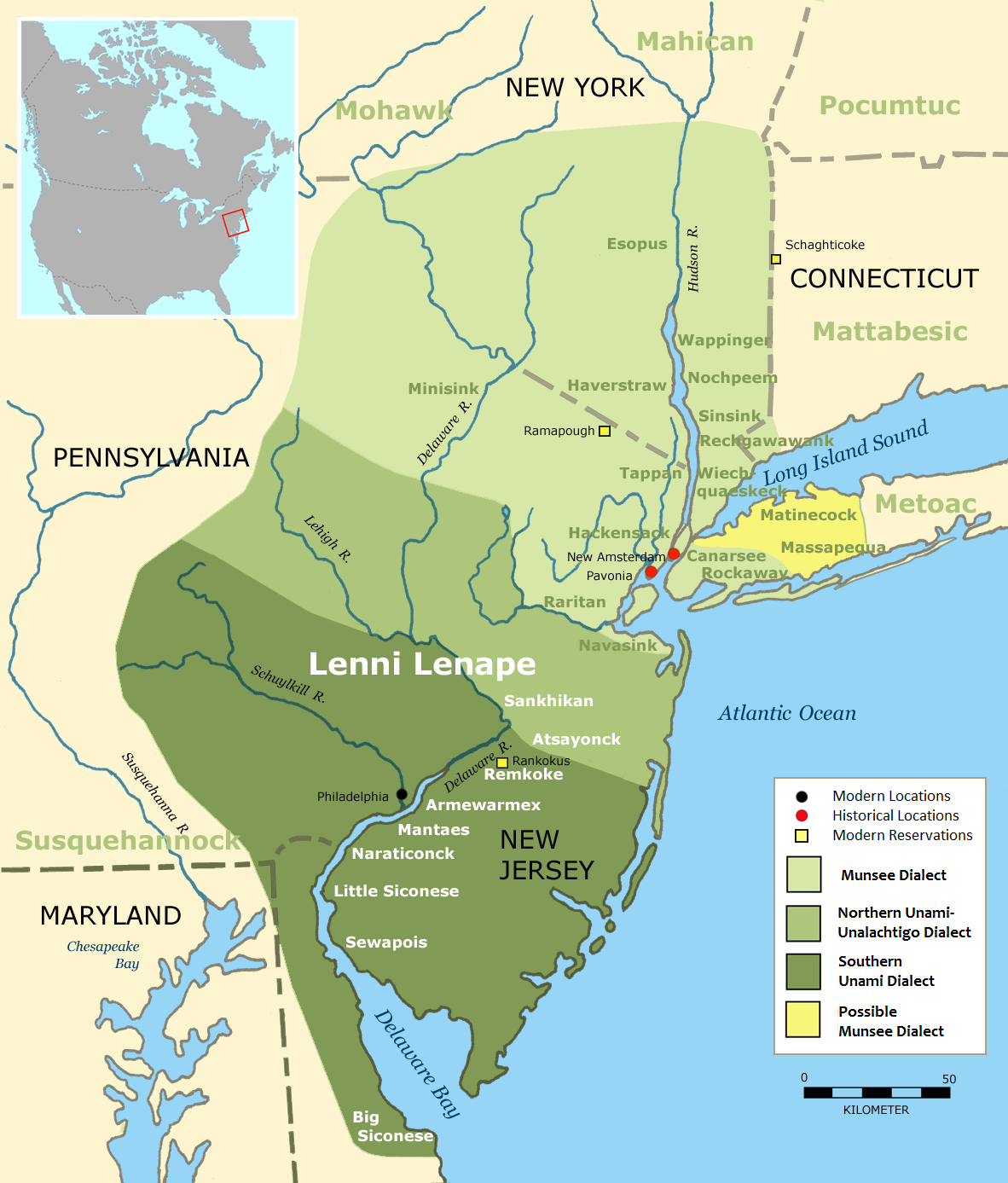
úzení Lenapehoking, konfederace kmenu Leni Lenape

Lenapové patří do kulturní skupiny obyvatel Severovýchodních lesů. Jejich původní území, zvané Lenapehoking, leželo na pobřeží Atlantiku a v povodí řek Delaware a Hudson v pozdějších státech Delaware a New Jersey, východní Pensylvánii a v jižní části státu New York včetně západní poloviny ostrova Long Island. Byli usedlými zemědělci, žili ve vesnicích, které měly až tři stovky obyvatel. Pěstovali plodiny zvané Tři sestry (kukuřice, dýně, fazole), jídelníček si zpestřovali lovem a rybařením. Jednotlivé kmeny tvořily volnou konfederaci, rozdělenou do tří matrilineárních klanů, zvaných podle totemového zvířete Vlci, Želvy a Krocani.
Po založení Nového Amsterdamu navázali Lenapové jako jedni z prvních severoamerických indiánů kontakt s Evropany. V roce 1737 s nimi John Penn uzavřel dohodu známou jako Walking Purchase, podle níž domorodci poskytnou britským kolonistům území od soutoku Delaware a Lehigh River do vzdálenosti, která se dá pěšky urazit za půldruhého dne. Guvernér pak najal nejlepší armádní běžce a nechal jim upravit pohodlnou stezku, díky tomu urazili v dohodnutém čase přes šedesát mil a posunuli tak hranici mnohem dále, než indiáni předpokládali. V následujícím období se Lenapové pod tlakem bílých osadníků stěhovali k západu, napřed do Ohia a po roce 1860 byli nuceně usídleni v Oklahomě, kde dnes žijí tři čtvrtiny příslušníků kmene, zbytek obývá Wisconsin, kanadskou provincii Ontario i původní území Lenapehoking.
Constantine Samuel Rafinesque vydal roku 1836 rukopis Walam Olum, soubor lenapských mýtů a kronik zapsaný obrázkovým písmem. Většina odborníků však text považuje za podvrh. Lenapové a jejich náčelník Tamanend vystupují také v románu Poslední Mohykán.

## Fosilie a mytologie
Jak ukázala například etnoložka Adrienne Mayor, Lenapové dobře znali zkameněliny pravěkých tvorů, včetně populárních druhohorních dinosaurů. Vytvořili legendy a mýty, které byly zřejmě zčásti založeny právě na objevech různých velkých fosilních kostí. Dokonce ve svých kalumetech vykuřovali prášek z rozdrcených fosilních kostí, protože věřili, že jim tento úkon splní všechna jejich přání.